# 尼阿底遗址
尼阿底遗址（藏語：ཉ་དེའུ་གནའ་ཤུལ།，威利转写：Nya-de'u gNa-shul）位于西藏自治区申扎县的藏北羌塘高原，错鄂湖南岸，海拔高度约为4600米，属于旧石器时代遗址，被视为青藏高原腹地最可靠的早期现代人活动证据之一。2019年，被列为中国全国重点文物保护单位。
遗址保存了近2米厚的沉积，分为三个文化层。从这些文化层中发掘出土了3600多件石制品，主要为石叶和石叶工具。上部两个文化层经历了沉积后的改造作用，而最下部的第三文化层则被认为是原生文化层。根据初步的测年结果显示，第三文化层的年代可追溯至4至3万年前。